# Disney Digital 3-D
Disney Digital 3-D é a marca usada pela The Walt Disney Company para descrever filmes em terceira dimensão feitos pela Disney e apresentado com exclusividade com projeção digital.  
Disney Digital 3-D não é uma apresentação muito menos um formato de produção ou tecnologia, simplesmente uma nomenclatura de marketing. Filmes promovidos como Disney Digital 3-D vem de um inúmeras fontes, filmes, câmeras digitais assim como de softwares de animação, e que podem ser apresentados com qualquer qualquer tecnologia digital 3D, incluindo Real D, Dolby 3D, XpanD e MasterImage. Não há nenhum procedimento especifico envolvido.

## História
O primeiro filme a usar esta marca para promoção foi O Galinho Chicken Little, lançado na América do Norte em 4 de Novembro de 2005. Para seu lançamento, a Disney colaborou com a Dolby Laboratories para instalar o sistema digital de cinema Dolby em aproximadamente 100 cinemas americanos.
A animação computadorizada O galinho Chicken Little foi acompanhada pelo re-lançamento da animação O Estranho Mundo de Jack em 20 de Outubro de 2006. O Estranho Mundo de Jack, é uma animação em stop motion criada em 1993, foi originalmente lançada em 2D em filme de 35-mm, a versão 3D foi gerada pela Industrial Light & Magic desta fonte, utilizando a tecnologia dos computadores.
Em 2007, a Disney re-lançou Working for Peanuts, um filme de animação de 1953 lançado em 3D. Ele precedeu o lançamento da versão em 3D do filme A Familia do Futuro.
O primeiro filme gravado com atores reais gravado em 3D pela Disney foi Hannah Montana & Miley Cyrus Show: O Melhor dos Dois Mundos, lançado em 2008. Em 2009, foi a vez de Força-G, marcando o primeiro filme em 3D com roteiros e atores reais sob a marca da Disney Digital 3-D.
Nos anos seguintes, o número de lançamentos aumentou.

### Filmes
| Title                                                       | Lançamento Original | Lançamento em 3D | Observações |
| ----------------------------------------------------------- | ------------------- | ---------------- | --- |
| O Galinho Chicken Little                                    | 2005                | 2005             | Filme de animação digital remasterizado em 3D. |
| O Estranho mundo de Jack                                    | 1993 (Touchstone)   | 2006             | Filme remasterizado em 3D feito em Stop-motion. |
| Working for Peanuts                                         | 1953                | 2007             | Curta animado originalmente apresentado em anaglífico 3-D, remasterizado em Disney Digital 3-D. Precedeu A Família do Futuro nas exibiçôes nos cinemas. |
| A Família do Futuro                                         | 2007                | 2007             | Filme digitalmente animado prestado para 3-D. |
| Hannah Montana e Miley Cyrus Show: O melhor dos dois mundos | 2008                | 2008             | Turnê diretamente filmada em 3-D. Primeiro lançamento Disney Digital 3-D para home video 3-D.                                                           |
| Bolt: Supercão                                              | 2008                | 2008             | Filme digitalmente animado prestado para 3-D. |
| Jonas Brothers 3D: O Show                                   | 2009                | 2009             | Turnê diretamente filmada em 3-D. Primeiro lançamento Disney Digital 3-D para IMAX 3-D. Disponível em home video com exclusividade em 3-D para Blu-ray. |
| Up - Altas Aventuras / Up - Altamente                       | 2009                | 2009             | Primeiro filme da Pixar a ser apresentado em 3-D. |
| Força-G                                                     | 2009                | 2009             | Primeiro filme 3-D em live-action da Disney. Disponível em home video com exclusividade em 3-D para Blu-ray.                                            |
| X-Games 3D: O Filme                                         | 2009                | 2009             | Documentário esportivo diretamente gravado em 3-D. |
| Toy Story e Toy Story 2                                     | 1995/1999           | 2009             | Remasterizados e lançados juntamente em 3-D. |
| Os Fantasmas de Scrooge / Um Conto de Natal                 | 2009                | 2009             | Também apresentado em IMAX 3-D. |
| Alice no País das Maravilhas                                | 2010                | 2010             | Também apresentado em IMAX 3-D. |
| Toy Story 3                                                 | 2010                | 2010             | Também apresentado em IMAX 3-D. |
| Ela Dança, Eu Danço 3                                       | 2010                | 2010             | |
| Enrolados                                                   | 2010                | 2010             | |
| Tron: o Legado                                              | 2010                | 2010             | A ser também apresentado em IMAX 3-D. |
| Marte Precisa de Mães                                       | 2011                | 2011             | |
| Piratas do Caribe: Navegando em Águas Misteriosas           | 2011                | 2011             | |
| Carros 2                                                    | 2011                | 2011             | |
| A Bela e a Fera                                             | 1991                | 2012             | Remasterizado em Disney Digital 3-D. |
| John Carter: Entre Dois Mundos                              | 2012                | 2012             | |
| Valente                                                     | 2012                | 2012             | |
| Frankenweenie                                               | 2012                | 2012             | |
| Detona Ralph                                                | 2012                | 2012             | |
| Oz: Mágico e Poderoso                                       | 2013                | 2013             | |
| Universidade Monstros                                       | 2013                | 2013             | |
| Frozen: Uma Aventura Congelante                             | 2013                | 2013             | |
| Malévola                                                    | 2014                | 2014             | |
| Aviões 2: Heróis do Fogo ao Resgate                         | 2014                | 2014             | |
| Operação Big Hero                                           | 2014                | 2014             | |
| Divertida Mente                                             | 2015                | 2015             | |
| O Bom Dinossauro                                            | 2015                | 2015             | |
| Horas Decisivas                                             | 2016                | 2016             | |
| Zootopia: Essa Cidade é o Bicho                             | 2016                | 2016             | |
| Mogli - O Menino Lobo                                       | 2016                | 2016             | |
| Alice Através do Espelho                                    | 2016                | 2016             | |
| Procurando Dory                                             | 2016                | 2016             | |
| O Bom Gigante Amigo                                         | 2016                | 2016             | |
| Meu Amigo, o Dragão                                         | 2016                | 2016             | |
| Moana: Um Mar de Aventuras                                  | 2016                | 2016             | |
| A Bela e a Fera                                             | 2017                | 2017             | |
| Piratas do Caribe: A Vingança de Salazar                    | 2017                | 2017             | |
| Carros 3                                                    | 2017                | 2017             | |

## Veja Tambem
- Filme 3D
- Cinema digital
- Real D, Dolby 3D and XpanD (presentation technologies)